# 科爾孫-舍甫琴柯夫斯基

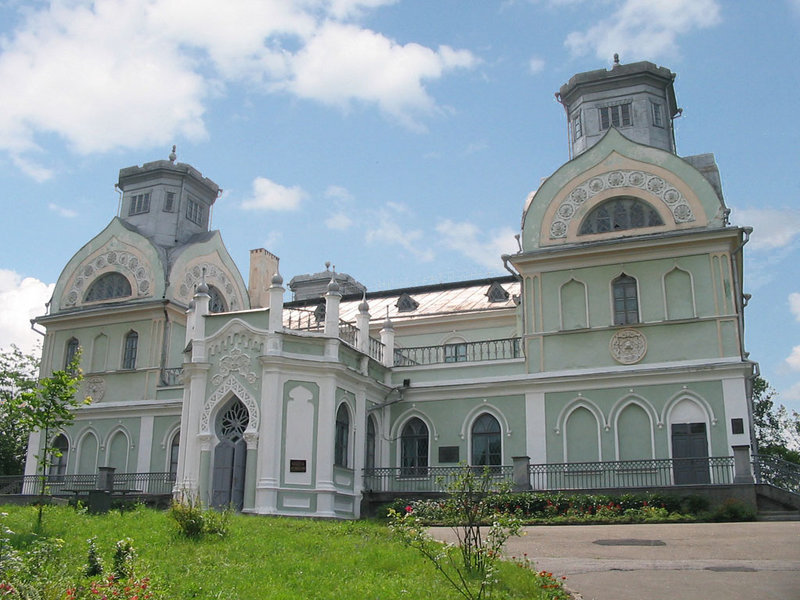

科爾孫-舍甫琴柯夫斯基是烏克蘭中部切爾卡瑟州切爾卡瑟區科爾孫-舍甫琴柯夫斯基市鎮內的城市，及其市鎮的行政中心。該市位於羅斯河畔，距離首府切爾卡瑟76公里，面積118.65平方公里，海拔高度105米，2021年人口17,474。

## 來源
1. ↑  . 新华社.   [2023-08-19]. （原始内容存档于2018-08-12） （中文）. 点击visitor，再点击Historical database，在搜索栏输入Korsun，再点击Search
2. ↑  . 北京: 中国地图出版社. 2023. ISBN 9787520431699.

## 外部連結
- korsun.ic.ck.ua （页面存档备份，存于） - Website of the historical-cultural preserve in the city
- heraldry.com.ua （页面存档备份，存于） - Coat of arms of Korsun-Shevchenkivskyi (Ukrainian)
- sunsite.berkeley.edu - Soviet topographic map 1:100,000

49°25′10″N 31°16′38″E / 49.41944°N 31.27722°E